# Модальность (лингвистика)
Мода́льность (от ср. лат. modalis — модальный, лат. modus — мера, способ) — семантическая категория, выражающая отношение говорящего к содержанию его высказывания, целевую установку речи, отношение содержания высказывания к действительности. Модальность является языковой универсалией, принадлежит к числу основных категорий естественного языка.
Понятие модальность пришло из классической формальной логики, откуда лингвистика заимствовала и другие понятия.

## Концепция модальности
Разрабатывая теорию высказывания, швейцарский лингвист Шарль Балли отметил, что в высказывании можно выделить два элемента: основное содержание (диктум) и индивидуальную оценку излагаемых фактов (модус). Балли позаимствовал термины диктум (лат. dictum — слово, выражение) и модус (лат. modus — способ) из схоластики и использовал их для обозначения объективной и субъективной части суждения.

## Модус и модальность

### Актуализационные категории модуса
Актуализационные категории модуса выражают отношение сообщения (пропозитивного содержания) к действительности. К ним относятся:
- модальность — с точки зрения реальности / нереальности;
  - Модальность действительности означает, что содержание высказывания, с точки зрения говорящего лица, соответствует объективной реальности: субъект излагает сообщаемое как реальный и достоверный факт.
  - Модальность недействительности наоборот означает, что говорящий излагает сообщаемое как возможное, желаемое, предположительное, сомнительное и т. д., то есть как не реальное. Модальность недействительности подразделяется на следующие семантические виды:
    - модальность необходимости и долженствования (дебитивная модальность)
    - модальность возможности и невозможности (потенциальная модальность)
    - предположительная (гипотетическая) модальность
    - побудительная (императивная) модальность
    - модальность намерения (интенциональная модальность)
    - желательная (оптативная) модальность

- персонализация — отношение действия, признака к субъекту ситуации, которым может быть говорящий (1-е лицо), адресат (2-е лицо) и не участвующий в акте коммуникации (3-е лицо).
- временная локализация — фиксация события на временной оси или отсутствие такой фиксации. Точка отсчёта — момент речи. Временная локализация проявляется в противопоставлении: сейчас — до — после.
- пространственная локализация — фиксация события в пространстве общения или за его пределами, которая выражается в оппозициях здесь—там, сюда—туда, отсюда—оттуда, вверху-внизу, внутри-снаружи, далеко-близко….

### Квалификативные категории модуса
Квалификативные категории модуса выражают отношение говорящего к событиям и информации о них. К квалификативным категориям относятся:
- авторизация — это квалификация информации с точки зрения источников её сообщения. Она проявляется в оппозиции «своё/чужое».
- персуазивность — (от лат. persuasio — уговаривание, мнение) — это квалификация информации с точки зрения степени её достоверности, проявляется в оппозиции «достоверно/недостоверно».
- оценочность — выражение положительного или отрицательного отношения говорящего к пропозитивному содержанию; oбщая оценка ситуации, лица, предмета по параметрам «хорошо/плохо» (качественная оценка), «много/мало» (количественная оценка).

### Социальные категории модуса
Социальные категории модуса — выражение отношения говорящего к собеседнику: почтительное — фамильярное, официальное — дружеское. В зависимости от отношения к собеседнику различаются ситуации равенства, «сверху вниз», «снизу вверх». К проявлениям социальных категорий относятся всевозможные оговорки, пометы, используемые для введения необычных выражений.

## Способы выражения
Модальность может выражаться различными грамматическими и лексическими средствами:
- специальными формами наклонений
  - в русском языке — изъявительное, повелительное и сослагательное (условное), а также независимый инфинитив (Отдохнуть бы!)
  - в английском — Imperative и Subjunctive Mood и т. д.;
- модальными словами:
  - вводными и наречиями — кажется, пожалуй, возможно англ. perhaps, likely, maybe, probably;
  - модальными глаголами:
    - в английском — dare, can, may, must, should и ought,
    - в немецком — dürfen и können (мочь), möchten и wollen (желать), müssen и sollen (быть должным),
    - в русском — хочу, могу, должен, обязан (словами состояния: надо, можно и т. п.).
    - во французском модальные глаголы имеют окончание -oir: vouloir (хотеть), pouvoir (мочь), devoir (быть должным), savoir (знать, уметь);
- интонационными средствами.

## Модальность и наклонение
Иногда термин модальность выступает как синоним термина наклонение, но чаще эти понятия разграничивают, считая модальность семантической категорией (относящейся не только к глаголу и могущей не иметь в языке обязательного выражения), а наклонение — грамматической категорией глагола (которая может и потерять связь с модальностью, как, например, конъюнктив в латинском и французском языках, диктуемый в ряде случаев только синтаксическими правилами).
Дискуссии о модальности в смысле грамматической категории ведутся в нескольких проблемных направлениях по вопросам:
- о способах выражения модальных значений;
- о составе модальных значений (включать или нет в состав модальных значений утверждение/отрицание, повествовательность, вопросительность, побудительность);
- о том, насколько «модально» повелительное наклонение.

В российской синтаксической науке сложились две основные точки зрения на модальность:
1. Модальность считается грамматической категорией, характеризующей содержание предложения с позиции реальности/ирреальности;
2. Модальность означает грамматикализованное отношение говорящего к действительности.